# Нортгемптонська угода
Нортгемптонська угода 1328 року — мирний договір між Шотландією і Англією, який завершив перший період війни за незалежність Шотландії.
Скориставшись поваленням англійського короля Едуарда II, Роберт Брюс активізував воєнні дії проти Англії: в 1327 році шотландські війська захоплюють Норем, висаджуються в Ольстері і вторгаються в Нортумберленд. Одночасно зміцнюється франко-шотландська співпраця на основі укладеного в 1326 році Корбейського договору про союз проти Англії. Ізабелла і Роджер Мортімер, регенти Англії на час неповноліття короля Едуарда III, були змушені зібрати військо і вирушити назустріч шотландцям. Однак похід англійських військ, на чолі яких стояв молодий Едуард III і Роджер Мортімер, закінчився повним провалом. Англія була змушена піти на переговори про мир.
У відповідності з умовами договору між Англією та Шотландією, ратифікованого англійським парламентом в Нортгемптоні й шотландським в Единбурзі в 1328 році, Англія визнала незалежність Шотландії, а англійський король відмовився від претензій на шотландський престол. Роберт Брюс був офіційно визнаний королем Шотландії. Сестра Едуарда III Джоанна мала вийти заміж за спадкоємця Роберта Брюса малолітнього принца Давида. Шотландське королівство поверталося до довоєнних кордонів (включаючи Берік і острів Мен).
У 1330 році Едуард III денонсував Нортгемптонську угоду, посилаючись на те, що він був неповнолітнім у мить її підписання.